# Tres Cantos
Tres Cantos es un municipio y villa española de la Comunidad de Madrid. El término municipal tiene una población de 52 932 habitantes (INE 2024). Sede de numerosas empresas, es un ejemplo de ciudad planificada, con multitud de áreas verdes y parques urbanos. Se trata de una ciudad moderna, con alta calidad de vida y con una demografía muy acentuada en la juventud de sus habitantes. Cuenta con una gran cantidad de actividades sociales y servicios, tales como centros de cultura y entretenimiento como la Casa de la cultura o la Casa de la juventud, además de los cines que se encuentran en el centro comercial.

## Geografía

Extensión del término municipal dentro de la Comunidad de Madrid

El núcleo urbano de Tres Cantos está situado a una altitud de entre 710 y 750 m sobre el nivel del mar, a 23 km al norte de Madrid, entre las poblaciones de El Goloso y Colmenar Viejo. Este enclave no resulta aleatorio, ya que en el momento de su creación se plantearon varias situaciones, pero ésta, situada en el sur de Colmenar Viejo, era la mejor; contaba con un acuífero que permitiría el abastecimiento de la ciudad (de ahí la torre que se encuentra en el parque Central al lado del recinto ferial y el gran lago artificial). Se pensó en Torrejón, pero fue desechada por la cercanía a la base militar estadounidense situada en la zona. La localidad está ubicada al norte de la capital, en la corona metropolitana, en el eje de la M-607.
| Noroeste: Colmenar Viejo | Norte: Colmenar Viejo | Nordeste: Colmenar Viejo |
| Oeste: Colmenar Viejo    |                       | Este: Madrid             |
| Suroeste: Madrid         | Sur: Madrid           | Sureste: Madrid          |

### Clima

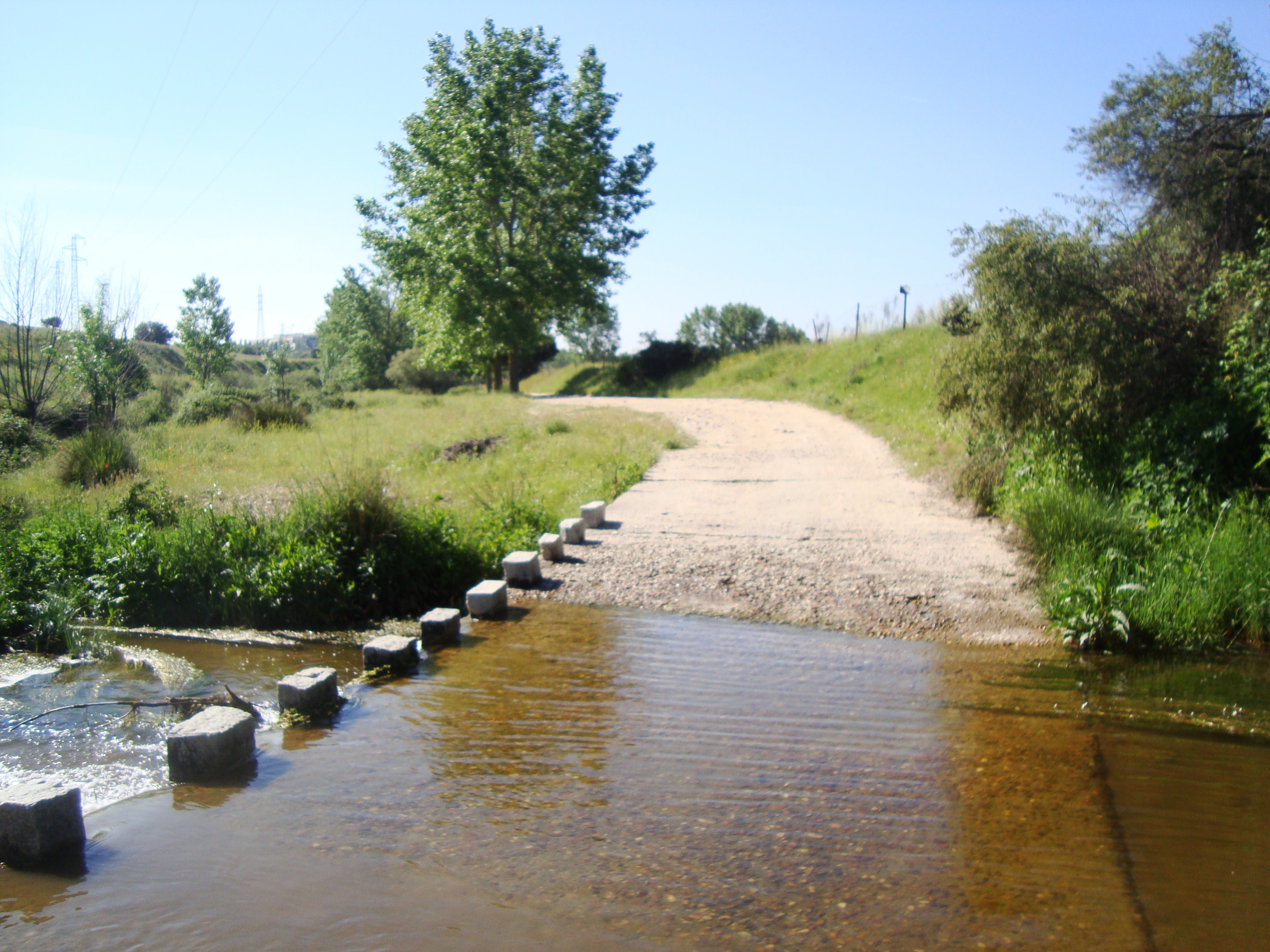
Arroyo de Tejada

El clima de Tres Cantos es el típico de la España de clima mediterráneo continentalizado. Los veranos son calurosos, con temperaturas máximas medias de unos 31 °C que, puntualmente, pueden estar próximas a los 37 °C. Las medias nocturnas son más agradables, puesto que bajan hasta los 17 °C. Los inviernos son fríos, estando las mínimas habitualmente por debajo de los 0 °C y las máximas alrededor de los 9 °C. Dada su ubicación geográfica, a 22 kilómetros al norte de Madrid, así como su altitud y proximidad a la montaña, la precipitación media anual es superior a la capital, superando los 500 mm, y con nevadas ocasionales, incluso en días en que la precipitación en la capital cae en forma de lluvia. Las heladas nocturnas son frecuentes.

## Historia

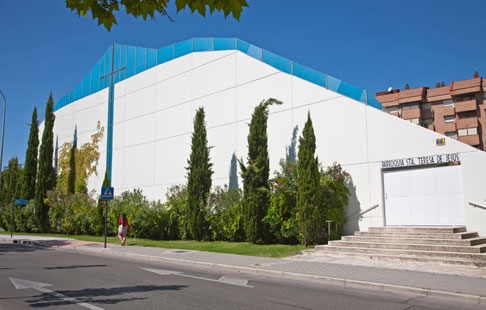
Iglesia de Santa Teresa

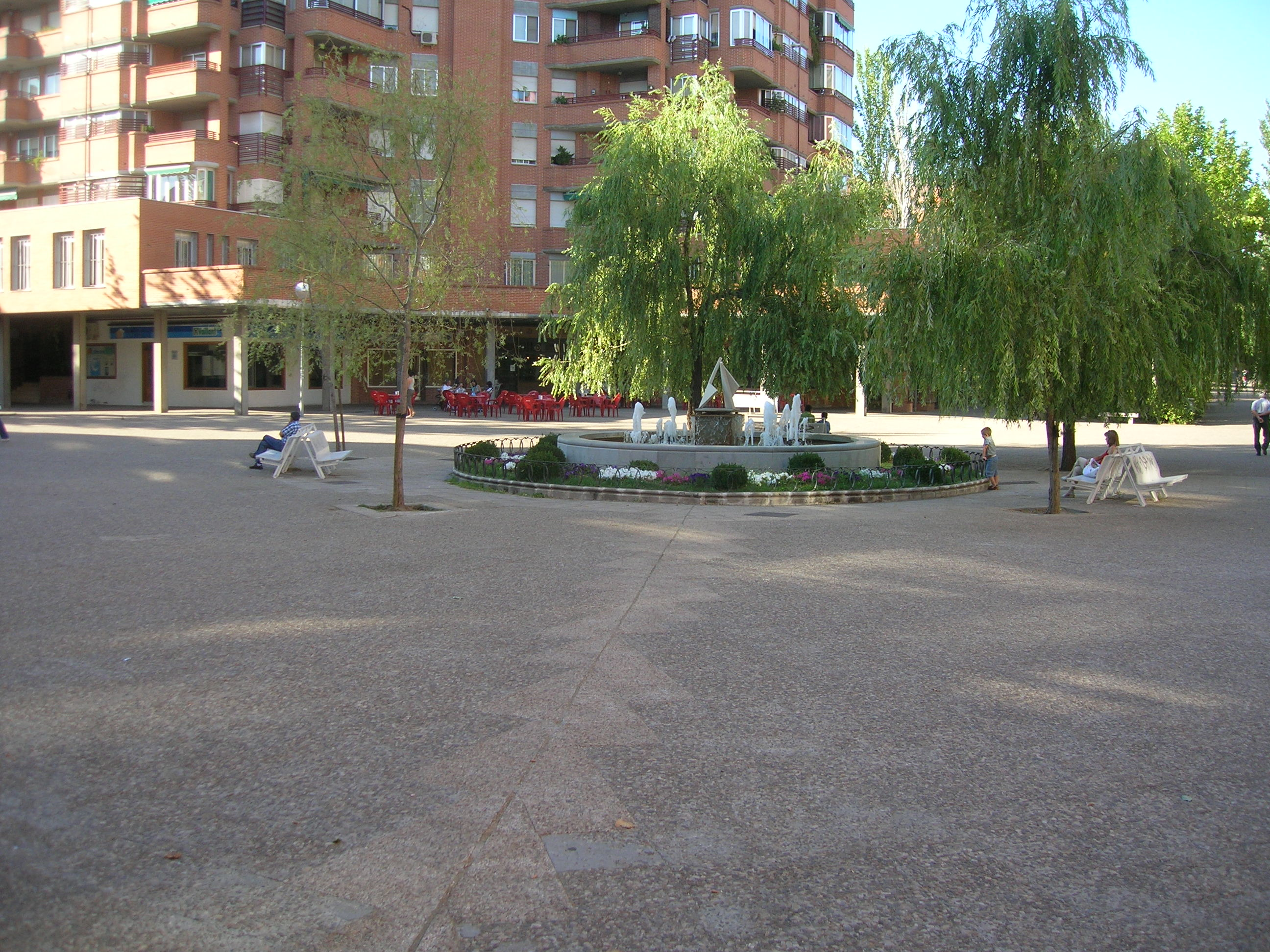
Sector Oficios

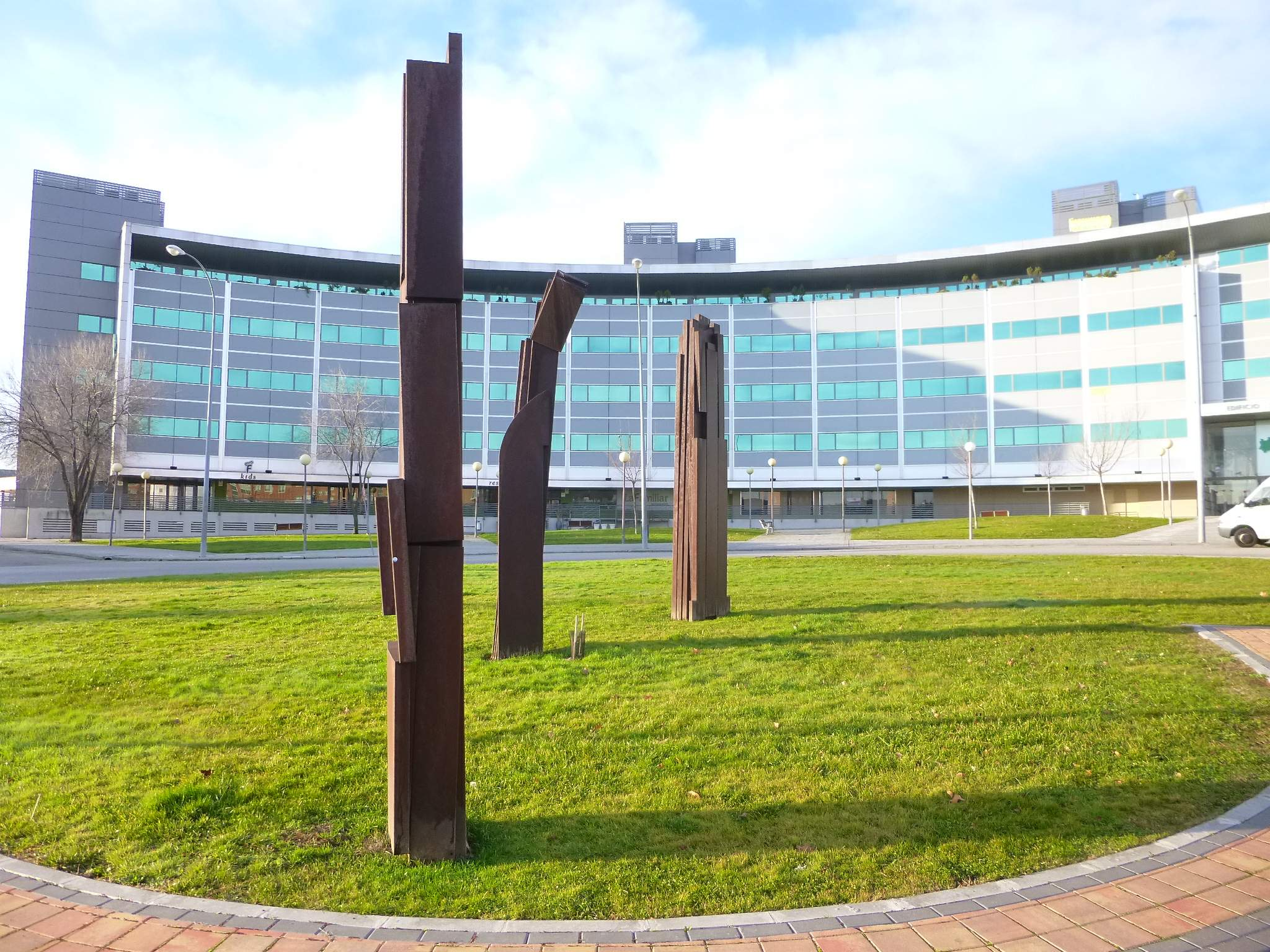
Edificio La Encina 6

Formaba parte de Colmenar Viejo, hasta su segregación en 1991. Se llama Tres Cantos por un vértice geodésico nombrado así por los mojones medievales que marcaban los límites del término de Segovia con el de Madrid, época en la que Colmenar Viejo era segoviano.
Cabe destacar que Tres Cantos se encuentra enclavado en el parque regional de la Cuenca Alta del Manzanares (excepto la urbanización Soto de Viñuelas y la Tercera Fase a veces llamada Nuevo Tres Cantos), siendo una de las ciudades con más árboles por habitante, que además ha sido galardonada en numerosas ocasiones por su limpieza. Tres Cantos fue una de las primeras ACTUR (Actuaciones Urbanísticas Urgentes) previstas para la descongestión de Madrid y Barcelona por el Decreto-Ley 7/1970, de 17 de junio (BOE n. 155, de 30 de junio de 1970), promovido por Vicente Mortes, que había sido nombrado ministro de la Vivienda por Franco en 1969, cargo en el que continuó hasta 1973. Mientras en la posterior aplicación de estas actuaciones urgentes simplemente se crearon amplias barriadas en la periferia de las ciudades elegidas (Lakua, en Vitoria, ACTUR-Rey Fernando, en Zaragoza), en el caso de Tres Cantos se trató de crear un ciudad nueva, siguiendo la experiencia de las nuevas ciudades inglesas. Por este motivo en la proyección inicial en maqueta de la nueva ciudad, se adjudicarían inicialmente unas 20 000 viviendas, idea que poco a poco se iría matizando.
Ya en 1976 se crea Tres Cantos S.A., empresa pública que comienza la construcción de la nueva ciudad, la más joven de la región y de las pocas en haber sido proyectadas sobre papel. Gracias al fenómeno del cooperativismo (desde cooperativas autónomas hasta cooperativas impulsadas por la UGT o CC.OO.) se fomenta durante la siguiente década de los 80, la construcción masiva de una ingente cantidad de viviendas en todo el nuevo municipio. Y es en el año 1982 cuando llegaron a Tres Cantos los primeros habitantes, eso sí, en condiciones muy precarias en los llamados sectores Literatos, Descubridores y Foresta. El 13 de octubre de 1982 abre el primer local comercial, la panadería ARI (la panadería de Paco) en el sector Literatos. El 11 de noviembre de 1982 nace el primer habitante de Tres Cantos, una niña llamada María. Fue bautizada en el salón de su propia casa (había párroco pero no había parroquia). Los siguientes nueve años, la ciudad perteneció a Colmenar Viejo, hasta que el 21 de marzo de 1991 el decreto 15/1991 de la Comunidad de Madrid (BOCM n. 69 de 22 de marzo) aprueba la segregación de parte del término municipal de Colmenar Viejo para crear un nuevo municipio llamado Tres Cantos. Se celebran elecciones municipales y resulta ganador el partido tricantino TCU (Tres Cantos Unido) con un 80% del apoyo popular siendo su primer alcalde, Antonio Osuna Márquez (TCU).

## Símbolos
En 1992 se encargó a la Sociedad Heráldica Española el diseño de un escudo. Tras varias propuestas, en noviembre de 1992 la corporación municipal aprobó de forma unánime el diseño actual, que a finales de 1993 fue aprobado por la Comunidad de Madrid. El entonces concejal de Relaciones Institucionales de Tres Cantos, Rafael San Martín, describió el significado de la bandera y el escudo con estas palabras:

El color morado alude a Colmenar Viejo, el rojo a la Comunidad de Madrid y el blanco se refiere al nacimiento de este nuevo pueblo. Sobre el fondo blanco está el escudo de Tres Cantos. Este escudo tiene tres montañas, peñascos o cantos que aluden a los tres picos situados en Tres Cantos, que son el Monte de Viñuelas, el Monte del Pardo y el Pico San Pedro. Sobre estas montañas, cantos o peñascos nacen dos encinas que aluden a las muchas que tenemos en nuestra zona. Alrededor de ellas, la bordura es roja por la bandera de la Comunidad de Madrid, con siete estrellas que aluden al cielo estrellado de nuestra región. Siete estrellas que tienen cinco puntas que aluden a las cinco provincias que rodean a la Comunidad de Madrid. Y sobre todo ello la corona que alude al reino de España.
Rafael San Martín, concejal de Relaciones Institucionales, 1994

La bandera con el escudo se izó por primera vez el 21 de marzo de 1994, en el tercer aniversario de la segregación de Tres Cantos.

## Demografía
Tres Cantos cuenta con una población de 52 932 habitantes (INE 2024).
| Gráfica de evolución demográfica de Tres Cantos entre 2001 y 2021 |
| |
| Población de derecho según los censos de población del INE Población de hecho según los censos de población del INEEntre el censo de 2001 y el anterior, aparece este municipio porque se segrega del municipio 28045 (Colmenar Viejo) |

Los primeros vecinos que se asientan en Tres Cantos lo hicieron en 1982. De los 50 habitantes que tenía al final del mismo año, pasó a tener 22 000 en 1992 y en 2020 la población ascendía a 48 326 habitantes.

### Urbanismo
Tres Cantos cuenta con varias supermanzanas (llamadas sectores) e incluye la urbanización de Soto de Viñuelas. Los sectores estaban inicialmente planificados para distribuirse en tres fases (más o menos equivalente a barrios). La primera fase está situada al norte mientras que la segunda fase lo está al sur. La ubicación de la tercera fase iba a ser al oeste de la ciudad, al otro lado de la carretera M607, aunque finalmente no se llevó a cabo y ese espacio fue finalmente destinado a actividades industriales (particularmente, fue la sede de los laboratorios Lucent Technologies Bell Labs Innovations). Las dos primeras fases, la llamada zona industrial al este de la ciudad y El Soto de Viñuelas conformaron durante los primeros años el conjunto de la ciudad.[cita requerida]
Posteriormente, la ciudad creció por el centro, en el área entre la primera y la segunda fase, terminando con la separación que existía entre ambas. A diferencia de las otras dos, esta zona no recibe la denominación de fase ni está parcelada en sectores. En esta zona está situada la estación de ferrocarril y el ayuntamiento de la ciudad.[cita requerida]
Tras una década de parón urbanístico, la ciudad retoma su expansión por el norte para continuar posteriormente en la zona noreste, bordeando la primera fase y la zona industrial, siendo denominada esta zona tercera fase o Nuevo Tres Cantos.[cita requerida]

## Administración y política

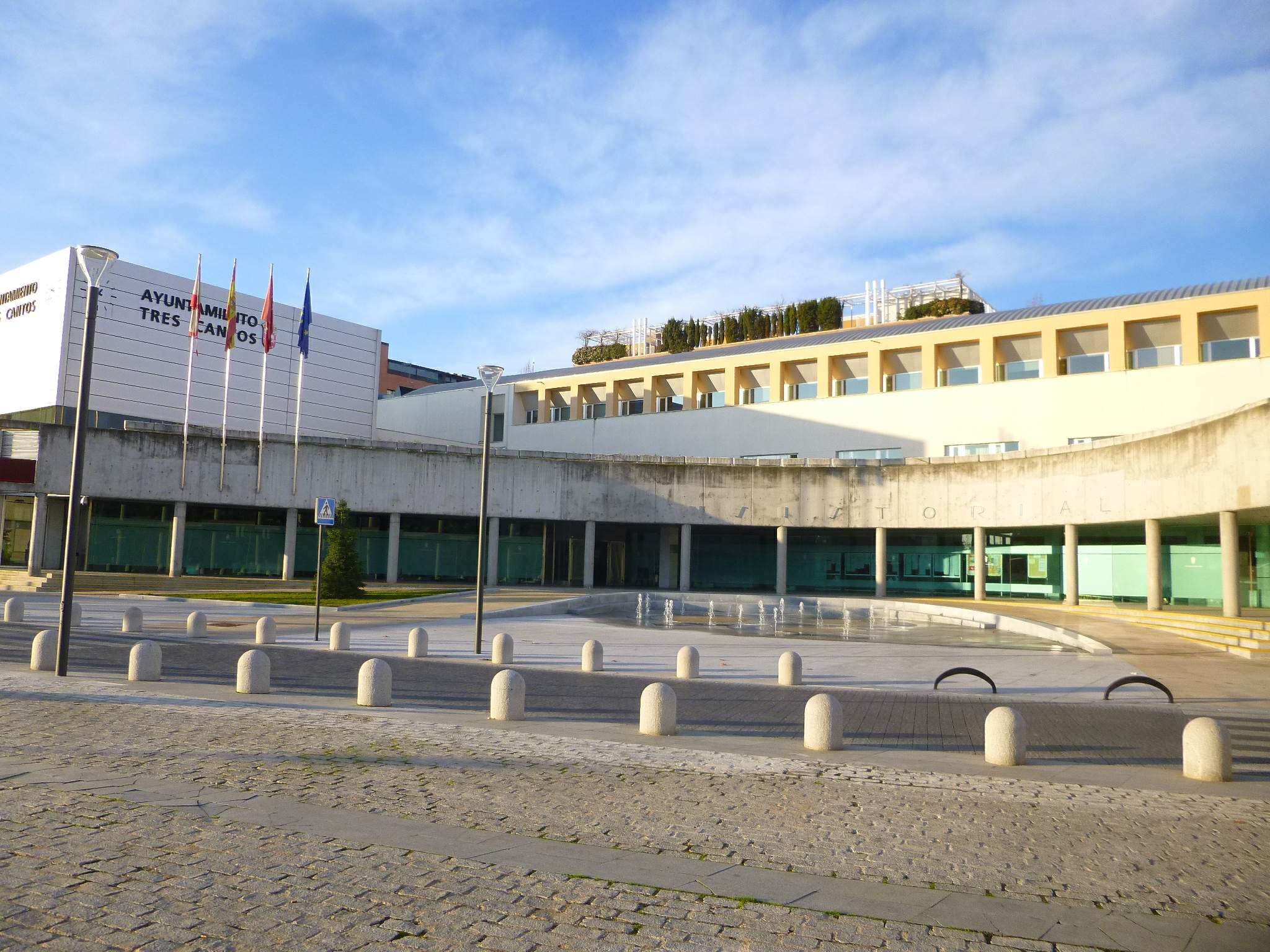
Ayuntamiento de Tres Cantos

El actual alcalde es el candidato de la lista más votada (PP), Jesús Moreno, que fue investido el 17 de junio de 2023 gracias a los 16 votos de la mayoría absoluta de su grupo municipal.
| Periodo   | Nombre                             | Partido | Partido                                  |
| --------- | ---------------------------------- | ------- | ---------------------------------------- |
| 1991-1992 | Antonio Osuna Márquez              |         | Tres Cantos Unido (TCU)                  |
| 1992-1995 | José Luis Rodríguez Eyré           |         | Tres Cantos Unido (TCU)                  |
| 1995-1996 | Natalia Pérez Villena              |         | Partido Popular (PP)                     |
| 1996-1999 | José Luis Rodríguez Eyré           |         | Tres Cantos Unido (TCU)                  |
| 1999-2000 | Pedro María Uruñuela Nájera        |         | Partido Socialista Obrero Español (PSOE) |
| 2000-2007 | María del Valle de la Poza Ramírez |         | Tres Cantos Unido (TCU)                  |
| 2007-2012 | José Folgado Blanco                |         | Partido Popular (PP)                     |
| 2012-act. | Jesús Moreno García                |         | Partido Popular (PP)                     |

| Partido político                            | 2023  | 2023   | 2023       | 2019  | 2019   | 2019       | 2015  | 2015  | 2015       | 2011  | 2011   | 2011       | 2007  | 2007  | 2007       |
| Partido político                            | %     | Votos  | Concejales | %     | Votos  | Concejales | %     | Votos | Concejales | %     | Votos  | Concejales | %     | Votos | Concejales |
| Partido Popular (PP)                        | 56,10 | 16 508 | 16         | 46,00 | 12 577 | 11         | 38,85 | 9388  | 9          | 53,21 | 11 568 | 13         | 42,80 | 8894  | 11         |
| Partido Socialista Obrero Español (PSOE)    | 18,68 | 5499   | 5          | 19,48 | 5326   | 4          | 14,62 | 3532  | 3          | 19,17 | 4168   | 4          | 32,86 | 6828  | 8          |
| Por Tres Cantos-Ganemos Tres Cantos         | 12,68 | 3733   | 3          | 13,32 | 3643   | 3          | 27,62 | 6674  | 7          | —     | —      | —          | —     | —     | —          |
| Vox                                         | 5,41  | 1592   | 1          | 3,55  | 973    | 0          | 1,46  | 352   | 0          | —     | —      | —          | —     | —     | —          |
| Ciudadanos (CS)                             | 2,35  | 694    | 0          | 10,69 | 2924   | 2          | 10,97 | 2651  | 2          | —     | —      | —          | —     | —     | —          |
| Podemos-Izquierda Unida (IU)                | 3,19  | 939    | 0          | 6,05  | 1655   | 0          | —     | —     | —          | 12,82 | 2787   | 3          | 7,67  | 1594  | 1          |
| Unión Progreso y Democracia (UPyD)          | —     | —      | —          | —     | —      | —          | 3,99  | 964   | 0          | 6,35  | 1381   | 1          | —     | —     | —          |
| Alternativa Popular por Tres Cantos (APPTC) | —     | —      | —          | —     | —      | —          | —     | —     | —          | 3,65  | 793    | 0          | 7,06  | 1467  | 1          |

## Servicios

### Educación

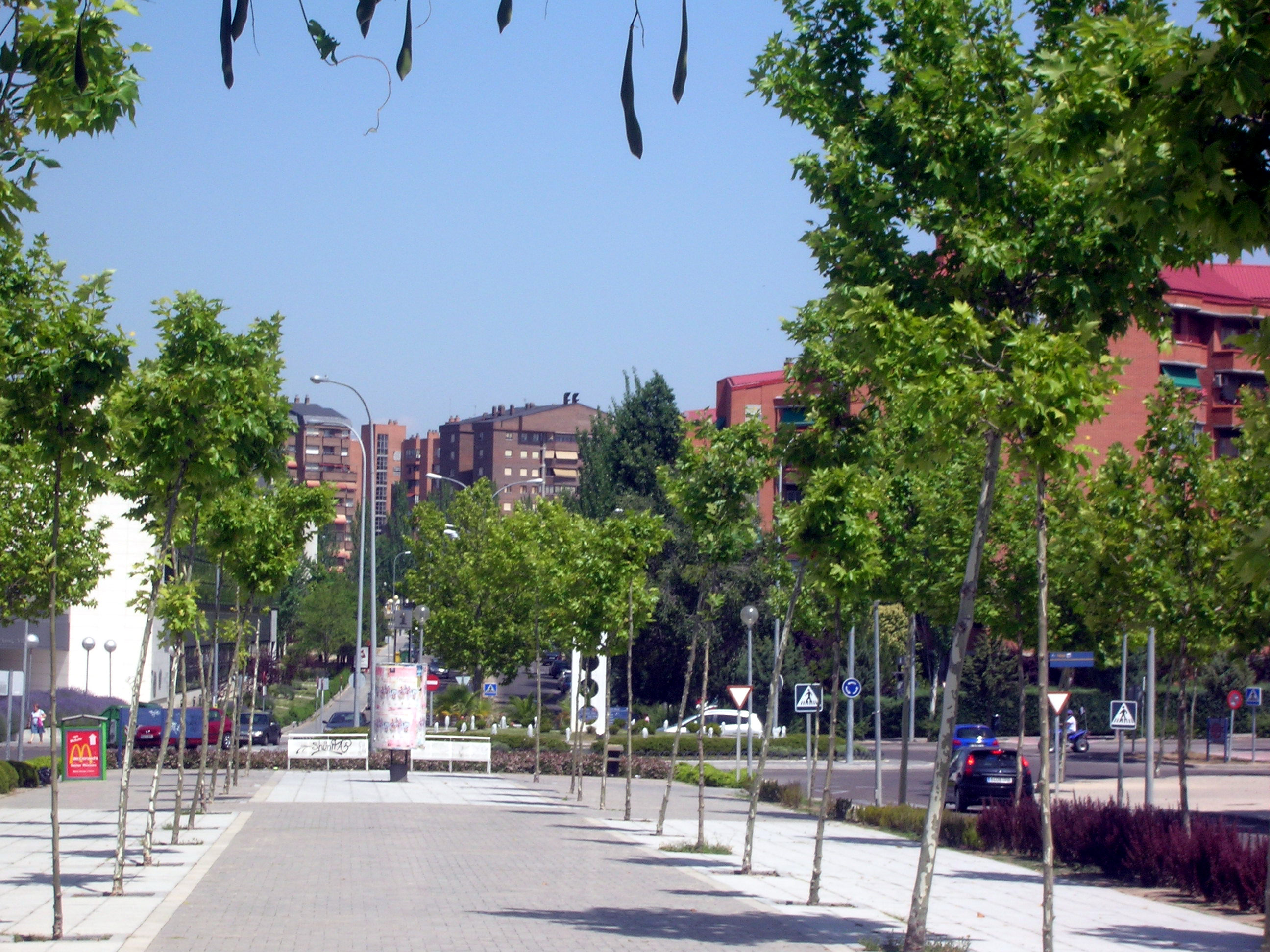
Avenida de los Encuartes

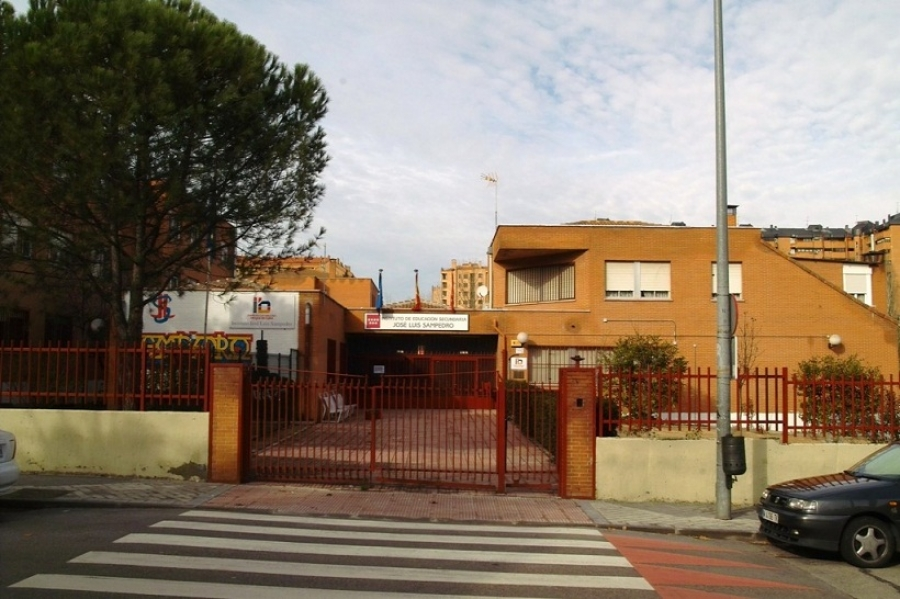
IES José Luis Sampedro

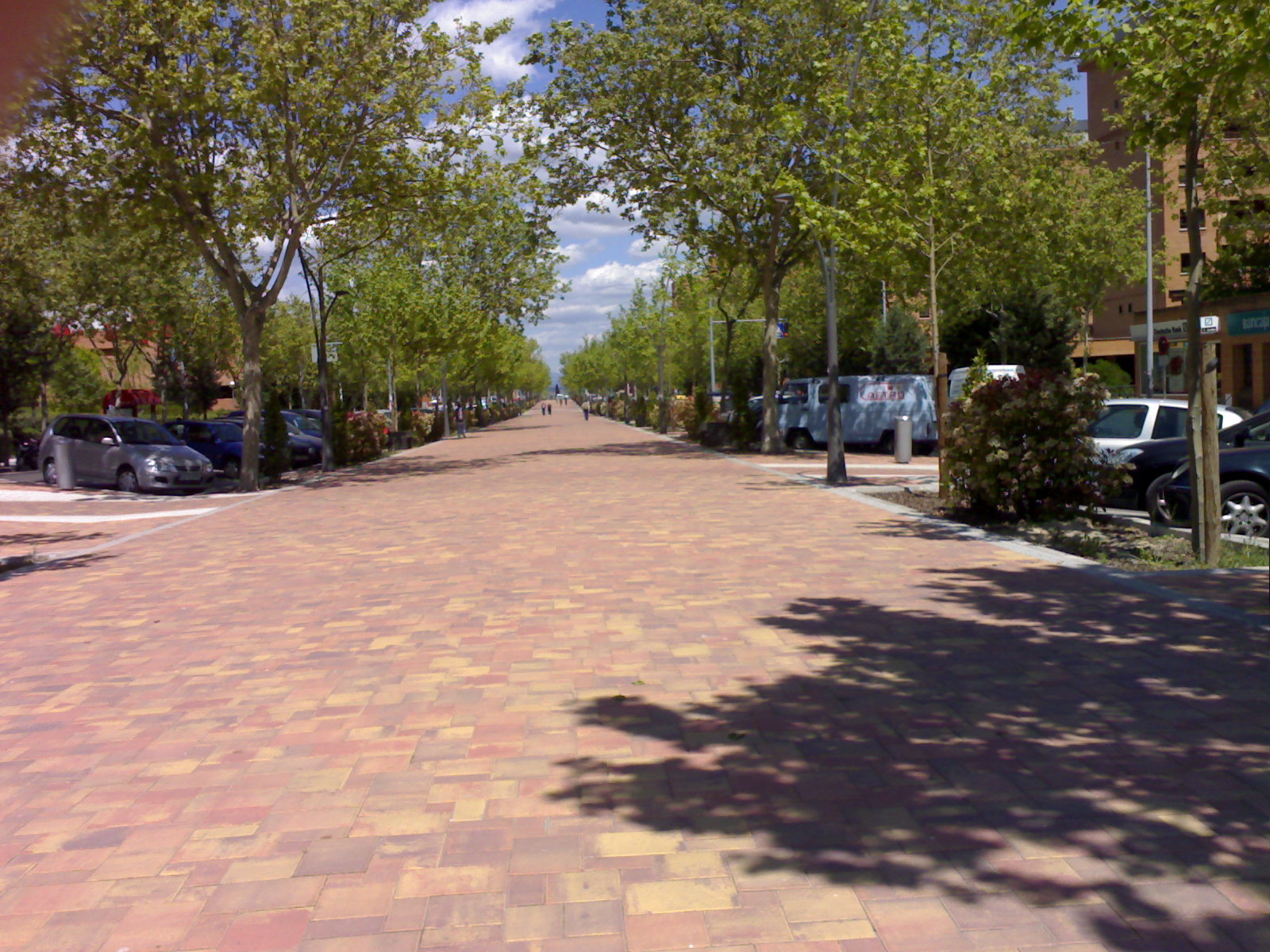
Avenida de Colmenar Viejo

Tres Cantos cuenta en la actualidad con nueve centros públicos de enseñanza primaria (Aldebarán, Antonio Osuna, Carmen Iglesias, Ciudad de Columbia, Ciudad de Nejapa, Gabriel García Márquez, Carmen Hernández Guarch, Miguel de Cervantes y Tierno Galván) y con cuatro de enseñanza secundaria (José Luis Sampedro, Pintor Antonio López, Jorge Manrique y IES Montserrat Caballé en el Nuevo Tres Cantos desde 2017). Cuenta también con dos centros privados-concertados (colegio Nuestra Señora de la Merced y Humanitas Bilingual School), dos privados (Casvi International American School, antiguamente Pinosierra, y King's College), varias escuelas infantiles públicas y una escuela privada.
Algunos centros tienen dentro de su programa una opción bilingüe que los niños pueden elegir estudiar. En el curso 2004/2005, el instituto José Luis Sampedro se unió a esta iniciativa promovida por la Comunidad de Madrid, al tener que recibir a niños que habían estado estudiando con este programa en uno de los colegios ya citados.
Tres Cantos cuenta con una escuela municipal de música, situada en las instalaciones de la Casa de la Cultura, en la plaza del Ayuntamiento. Además existen varias escuelas musicales privadas, así como diversas asociaciones culturales que abarcan multitud de expresiones artísticas.
Tres Cantos cuenta también con una base de la escuela oficial de idiomas que se encuentra en el IES Pintor Antonio López.
En abril de 2010, en el marco del Plan PRISMA 2008-2011 de la Comunidad de Madrid, se comenzó la construcción de la nueva Biblioteca Municipal Lope de Vega de Tres Cantos, cuya apertura al público se hizo el 17 de noviembre de 2011. La nueva biblioteca, un edificio exclusivo de diseño moderno, atractivo y funcional, ubicada en la Av. Labradores 28, consta de 3027 m² construidos de uso bibliotecario (más 1466 m² de aparcamiento e instalaciones técnicas) distribuidos en dos plantas y sótano, lo que ha supuesto un importante salto cuantitativo y cualitativo en la oferta de servicios bibliotecarios y culturales.
También cuenta con Formación Profesional del grado de informática tanto de nivel medio como superior, uno de estos programas se encuentra en el centro IES José Luis Sampedro.

### Sanidad

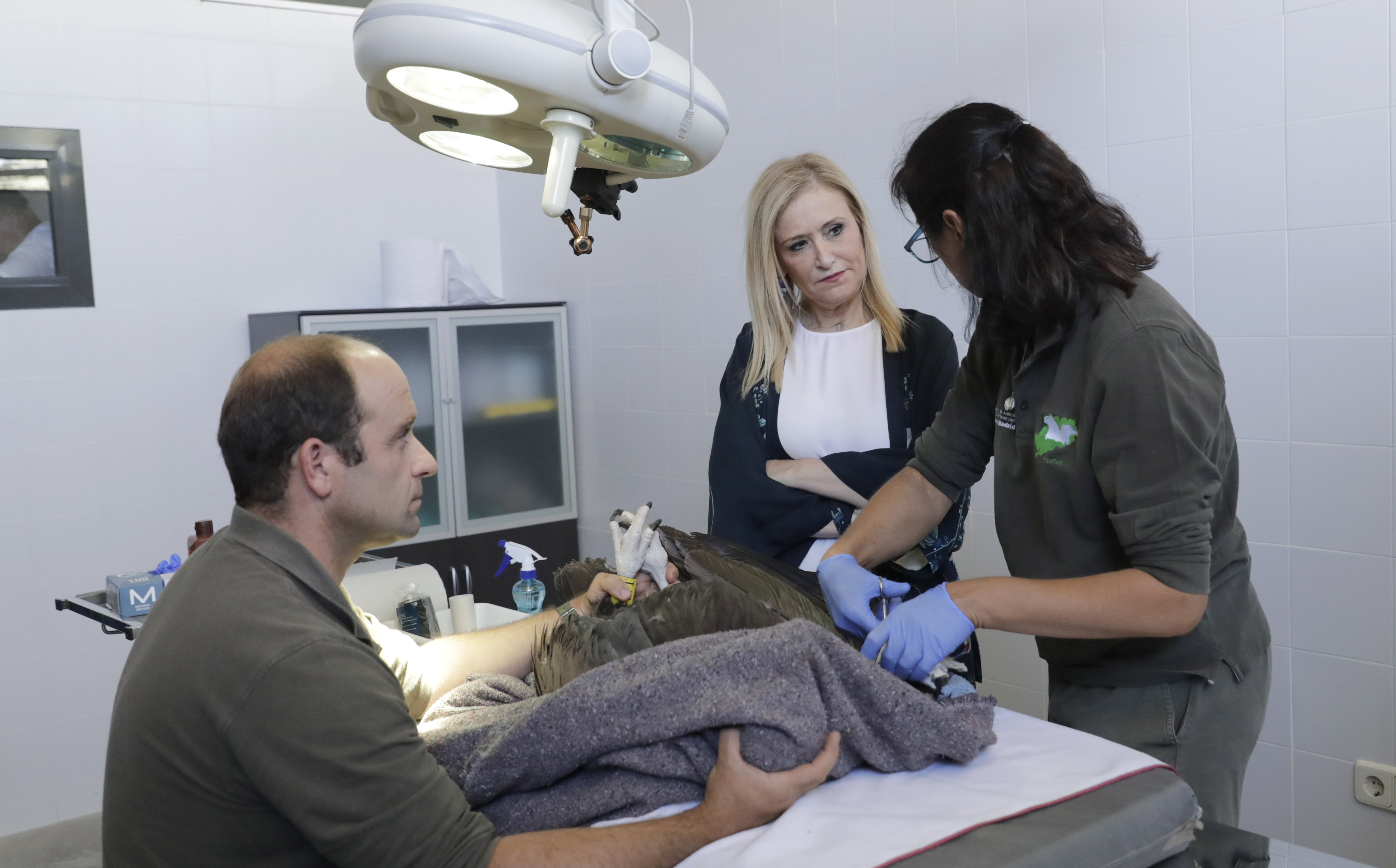
Centro de Recuperación de Animales Silvestres (CRAS)

Tres Cantos dispone de dos centros de salud. El centro de salud I está situado en sector Oficios, 12. El centro de salud II está situado en sector embarcaciones, 36. Este último es el más moderno de los dos, aunque no dispone de servicio de emergencias.
Para casos no tratables en estos centros, los tricantinos son derivados al Hospital Universitario La Paz (Madrid).

### Transporte

#### Carreteras

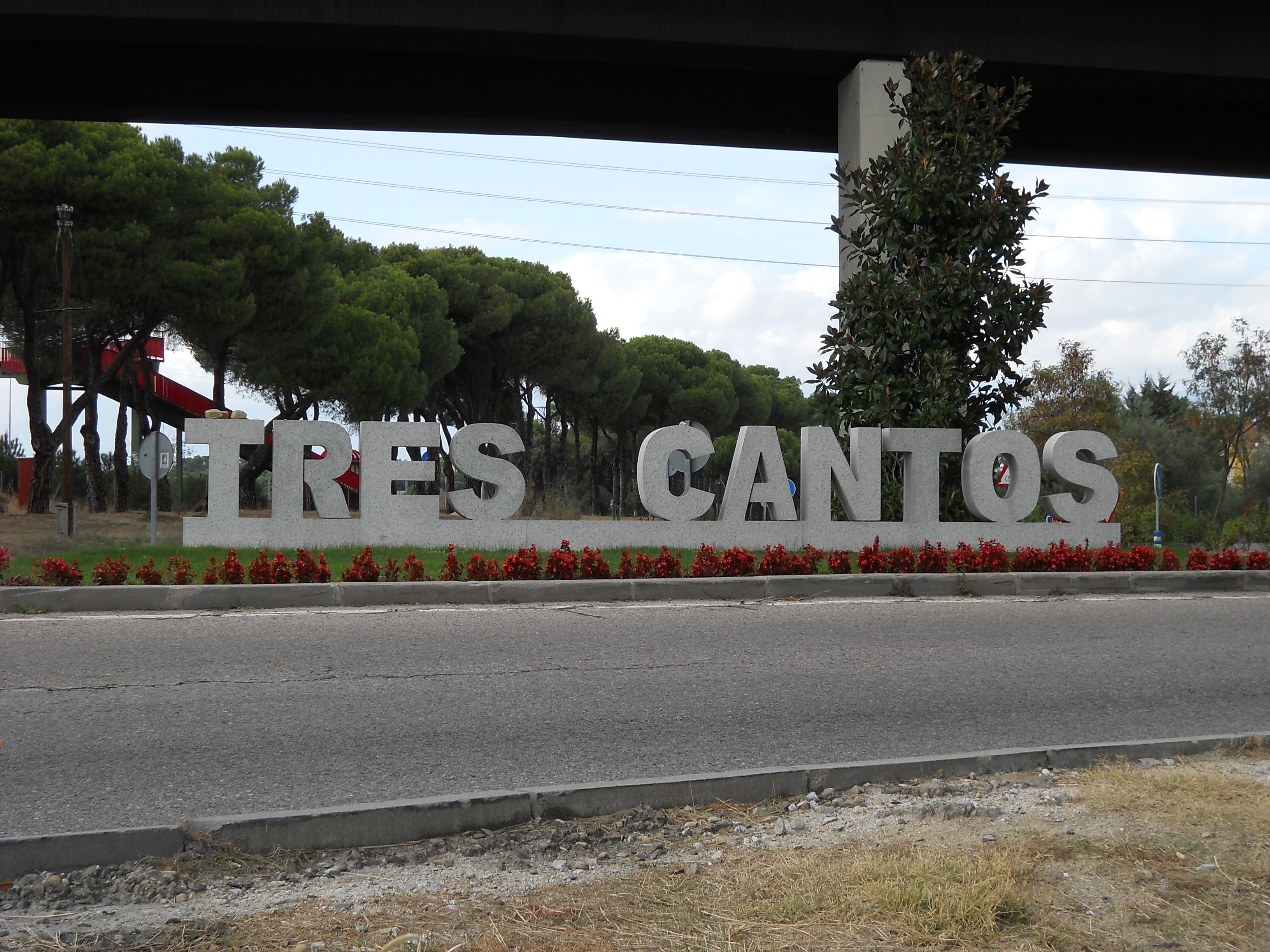
Primera entrada desde la M-607

- M-607 : Es la única forma de conectar con la capital de España desde Tres Cantos, luego ya se puede coger las circunvalaciones de Madrid, la M-40 y la M-30, se puede conectar con las seis radiales que salen desde Madrid, hacia el resto de España y el resto de puntos de la Comunidad de Madrid.

#### Autobús
Líneas urbanas
| Línea | Recorrido                                             | Operador |
| ----- | ----------------------------------------------------- | -------- |
| 1     | FF.CC. - Avenida Viñuelas - Avenida Colmenar - FF.CC. | ALSA     |
| 2     | FF.CC. - Avenida Colmenar - Avenida Viñuelas - FF.CC. | ALSA     |
| 3     | Soto de Viñuelas - FF.CC. - Soto de Viñuelas          | ALSA     |
| 4     | Nuevo Tres Cantos - FF.CC.                            | ALSA     |
| 5     | Nuevo Tres Cantos - Avenida Viñuelas                  | ALSA     |

Líneas interurbanas
- 712: Tres Cantos (por avenida de los Encuartes) - Plaza de Castilla (Madrid)
- 713: Tres Cantos (por avenida del Parque)- Plaza de Castilla (Madrid)
- 716: Tres Cantos (Soto de Viñuelas) - Plaza de Castilla (Madrid)
- 717: Nuevo Tres Cantos - Plaza de Castilla (Madrid) [15]
- 721: Plaza de Castilla (Madrid) - Colmenar Viejo (carretera de Miraflores) (pasando por Tres Cantos)
- 722: Plaza de Castilla (Madrid) - Colmenar Viejo (avenida del Mediterráneo) (pasando por Tres Cantos)
- 723:  Tres Cantos (estación de ferrocarril) - Colmenar Viejo
- 724: Plaza de Castilla (Madrid) - Manzanares el Real - El Boalo (pasando por Tres Cantos)
- 725: Plaza de Castilla (Madrid) - Miraflores de la Sierra - Bustarviejo - Valdemanco (pasando por Tres Cantos)
- 726: Plaza de Castilla (Madrid) - Guadalix de la Sierra - Navalafuente (pasando por Tres Cantos)
- 827: Tres Cantos - Universidad Autónoma - Alcobendas - Canillejas (Madrid). Tiene parada en la Terminal 4 del Aeropuerto Adolfo Suárez Madrid-Barajas
- 876: Plaza de Castilla (Madrid) - Moralzarzal - Collado Villalba (pasando por Tres Cantos)

Líneas interurbanas nocturnas
- N701: Tres Cantos - Plaza de Castilla (Madrid)
- N702 : Plaza de Castilla (Madrid) - Colmenar Viejo (pasando por Tres Cantos)

#### Ferrocarril

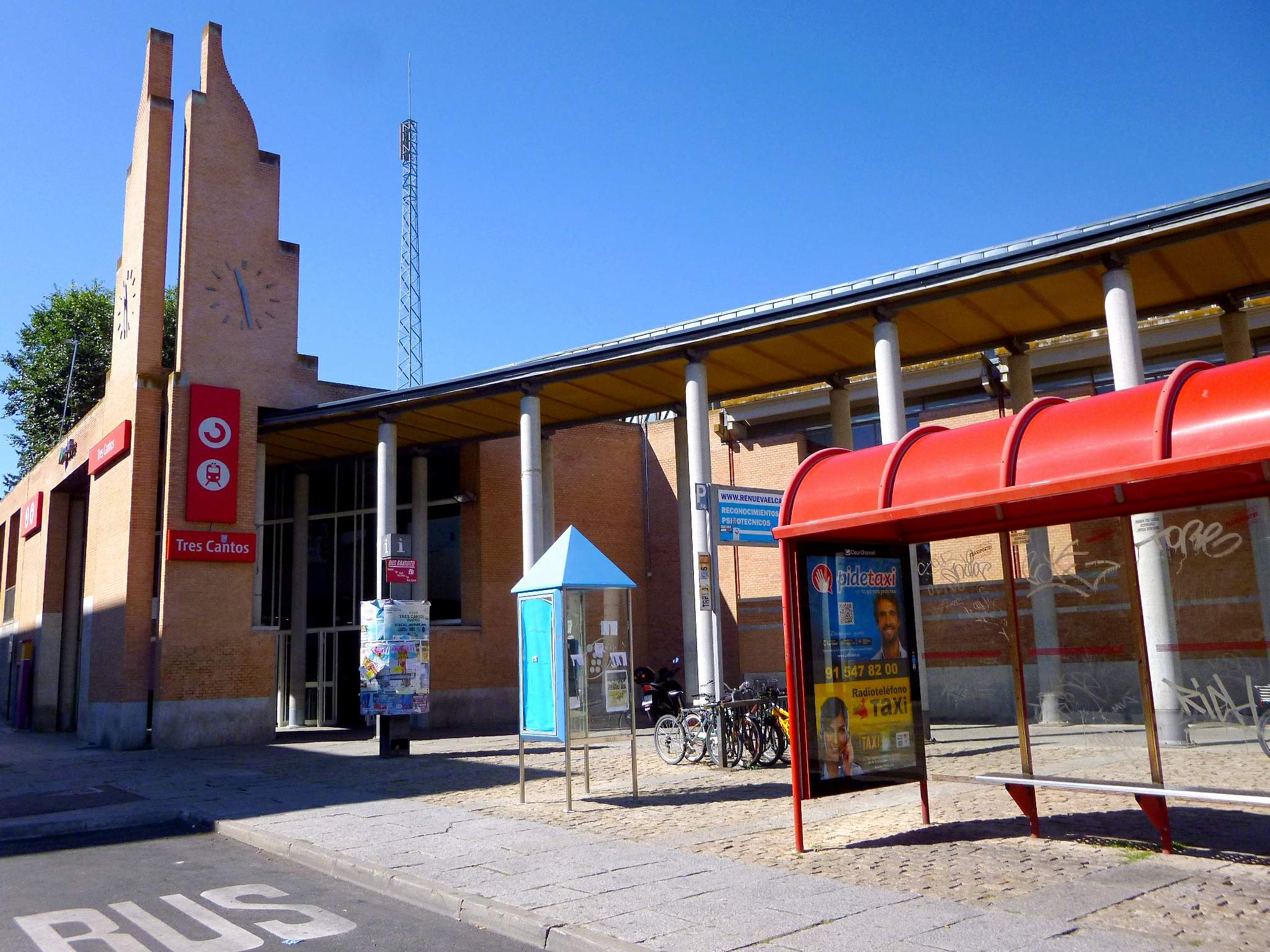
Estación de tren

La estación de Tres Cantos está situada en la plaza de la Estación y forma parte de la línea C-4 de Cercanías, que va desde Colmenar Viejo hasta Parla, y es posible llegar a la Puerta del Sol en 29 minutos y a Parla en menos de 1 hora. La línea también pasa por la estación de Chamartín, desde donde es posible ir al aeropuerto de Barajas o acceder a ferrocarriles de Alta Velocidad Española (AVE). La línea también pasa por la estación de Atocha, desde donde también se puede acceder a ferrocarriles de Alta Velocidad Española (AVE).

#### Bicicleta
El carril bici que va desde Montecarmelo (Madrid) hasta Colmenar Viejo, pasa por el borde oeste de Tres Cantos y está conectado con las aceras bici del interior de la población. Se encuentra a una distancia razonable para trabajadores y estudiantes que deseen utilizar la bicicleta a diario para desplazarse por Tres Cantos, y entre Tres Cantos y la Universidad Autónoma o Colmenar Viejo.

## Cultura

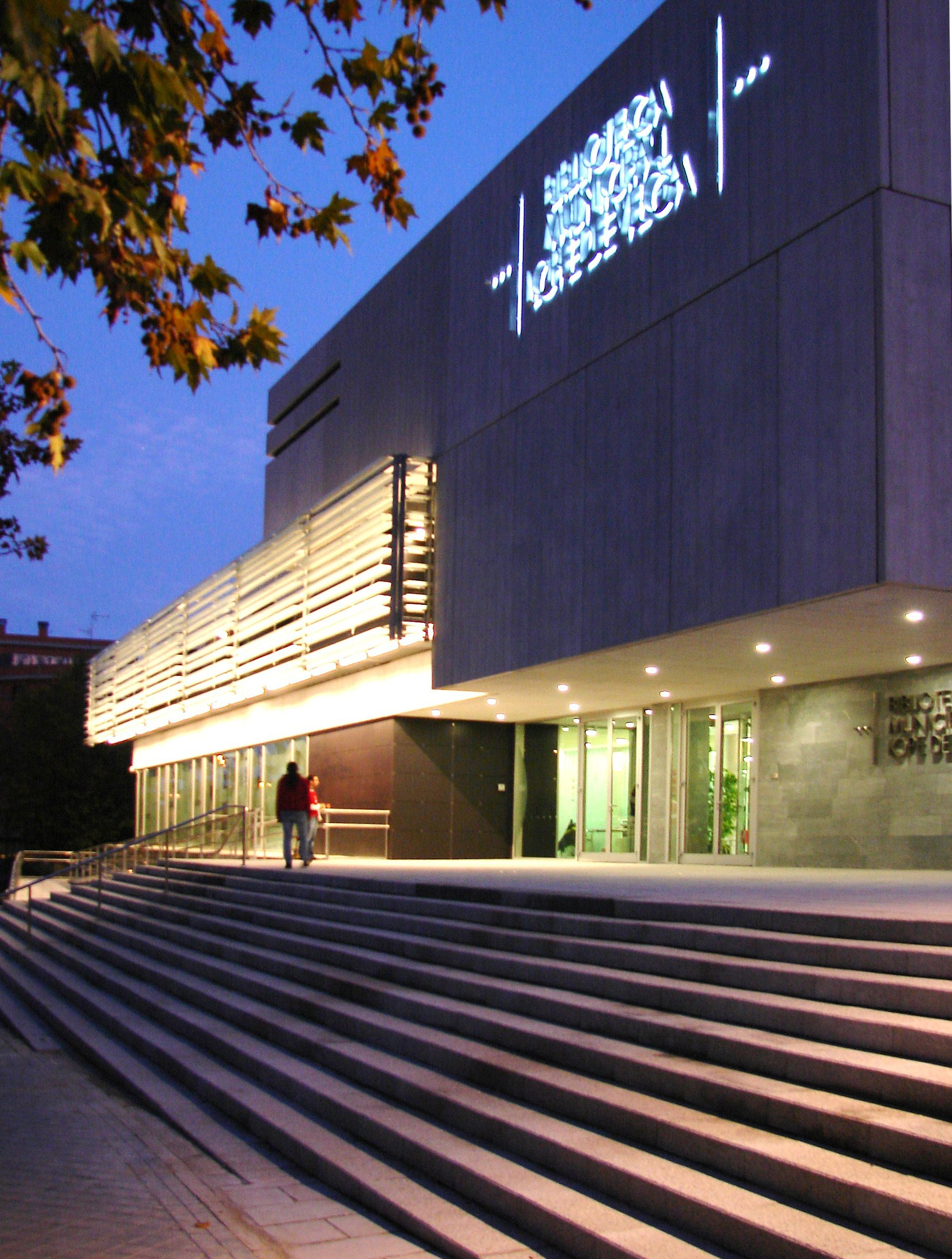
Biblioteca Lope de Vega

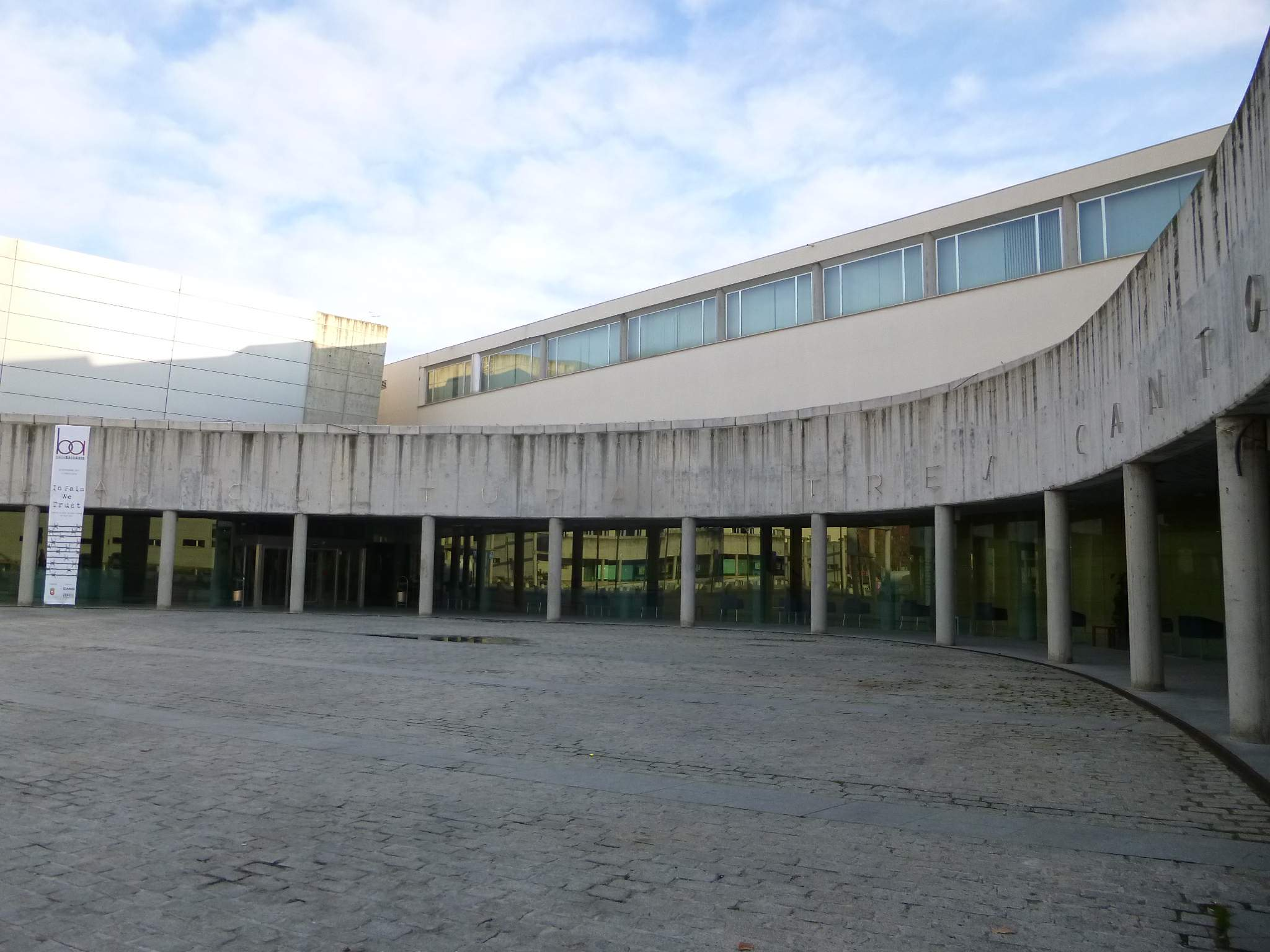
Centro cultural Adolfo Suárez

### Fiestas
- 21 de marzo: conmemoración de la independencia de Colmenar Viejo en 1991 y consiguiente fundación de Tres Cantos como municipio de la Comunidad de Madrid.
- 24 de junio: en honor al patrón de la ciudad, San Juan.

### Medios de comunicación

#### Radio
- DOS.DOS Radio (Tres Cantos) (102.2 FM)
- Esencia Radio (Tres Cantos) (94.5 FM)
- LOS40 Madrid (93.9 FM)
- Cadena Dial Madrid (91.7 FM)
- Onda Cero Madrid (98.0 FM)
- COPE Madrid (106.3 FM)(999 AM)
- SER Madrid Norte (89.6 FM)
- Europa FM Madrid (91.0 FM)
- Rock FM Madrid (101.7 FM)
- Cadena 100 Madrid (99.5 FM)
- Megastar FM Madrid (100.7 FM)
- Kiss FM Madrid (102.7 FM)
- RNE 5 Madrid (90.3 FM)
- Radio Clásica Madrid (89.8 FM)
- RNE 1 Madrid (88.2 FM)
- RNE 3 Madrid (94.5 FM)
- Hit FM Tres Cantos (92.8 FM)
- LOS40 Classic Madrid (89.0 FM)
- Punto Radio Colmenar V. (97.5 FM)
- Onda Madrid (101.3 FM)
- Máxima FM Madrid (104.3 FM)

#### Televisión
- Telemadrid

### En la literatura
La novela Sospecha de José Ángel Mañas está en parte ambientada en Tres Cantos.

### En la Música
En la canción „Tú me induces al mal“ del grupo „Un Pingüino en mi ascensor“, se hace referencia al municipio en una de sus estrofas. Concretamente la que dice:
„Me engatusaste con tus encantos, me fascinó tu tono de voz, te dije: Por ti viviría en Tres Cantos, por ti viviré en Badajoz“

### En el Circo
Cuenta con una Escuela de Circo desde 2014 "Asociación Circo Diverso" que gestiona junto al Ayuntamiento el Festival de Circo de calle: Circalle (anualmente). Desde 2016 se ha celebrado de manera ininterrumpida. Además en 2022 se organizó en la ciudad la "European Juggling Convention" con más de 5000 malabarisas de todo el mundo en el evento internacional más grande del mundo del Circo.

## Ciudades hermanadas
- Agüenit (RASD)
- Columbia (Estados Unidos)
- Nejapa (El Salvador)
- Castlefin (Irlanda)